# ギュスターヴ・ジェフロワ

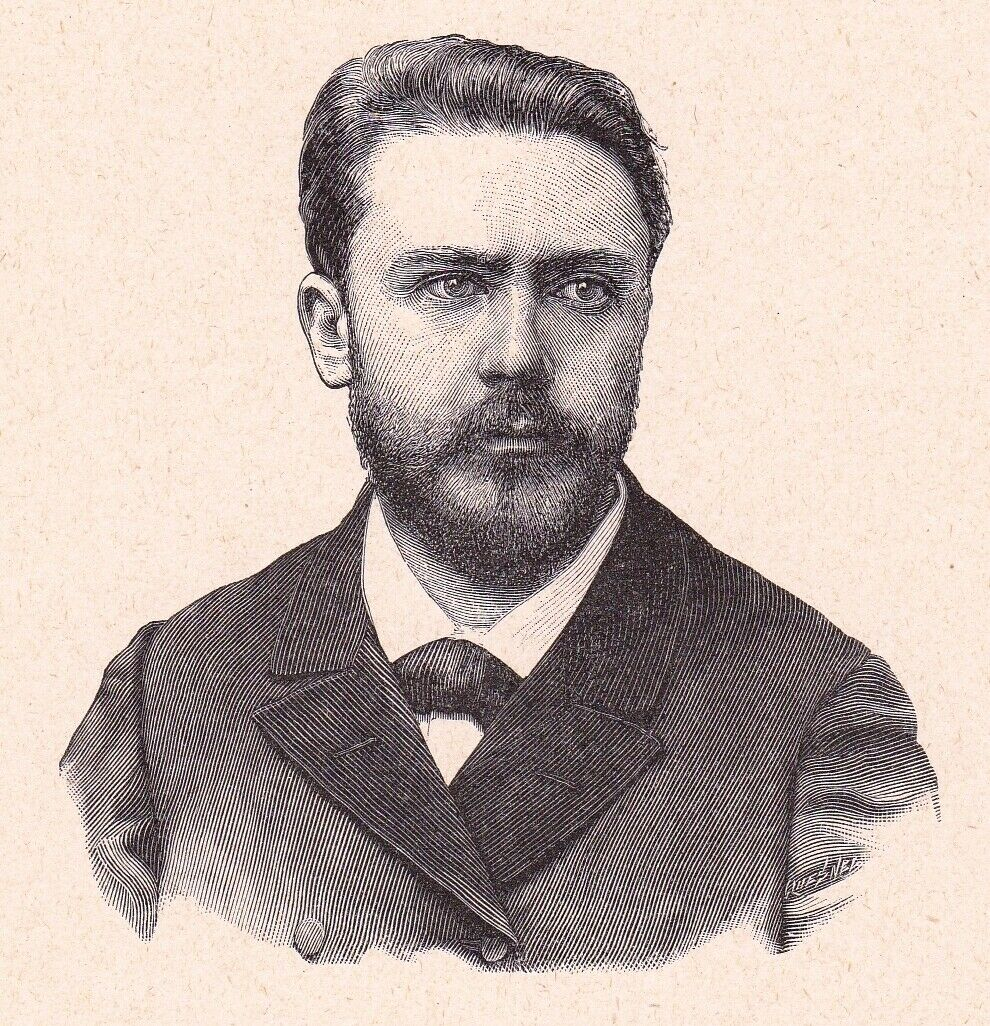
ギュスターヴ・ジェフロワ

ギュスターヴ・ジェフロワ（Gustave Geffroy、 1855年6月1日-1926年4月4日）は、フランスのジャーナリスト、美術批評家、歴史家、小説家、アカデミー・ゴンクールの創設メンバーの一人。
印象派の全容を歴史的に論じた最初の一人であり、親交の深かったクロード・モネの伝記の著者として知られる。

## 生涯
1855年、パリに生まれる。
1880年1月15日より、ジョルジュ・クレマンソーが主宰する「ラ・ジュスティス」紙に参加。1884年からは同紙専属の美術批評担当となる。
1886年9月、第二帝政期に収監されていたオーギュスト・ブランキを取材するため、ベル＝イル＝アン＝メールを訪れていた際、画家クロード・モネと出会う。この取材内容は、『幽閉者：ブランキ伝』として1897年に出版された。
1892年、シリーズ「La Vie Artistique」（全８巻）の第１巻を出版し、論考「印象派の歴史」を発表。
1893年、「ジュルナル」紙の美術批評欄担当となる。
1895年1月6日、レジオン・ドヌール勲章シュヴァリエを受勲。
1902年、シリーズ「Musée d’Europe」（1902-1913年）の第1巻を出版。
1904年、レジオン・ドヌール勲章オフィシエを受勲。
1908年から没年まで、国立ゴブラン織製作所の所長を務める。
アカデミー・ゴンクールの会員であり、1912年には同アカデミー会長に就任。
編集責任者として、「Bibliothèque de l’enseignement des beaux-arts」やシリーズ「Maîtres anciens et modernes」の出版に携わっている。

## エピソード
- 1895年、ポール・セザンヌがジェフロワの肖像を描いている（オルセー美術館所蔵、所蔵番号RF 1969 29）。
- 1937年、パリ13区のゴブラン織製作所の北西側の通りがギュスターヴ・ジェフロワ通りと命名された。

## 著作

### 小説
- Le Cœur et l'esprit （1894年）
- L'apprentie[1]（1904年）
- Hermine Gilquin[2]（1907年）
- La Comédie bourgeoise（1922年）
- Cécile Pommier. (1) L'Éducation spirituelle (2) La Lutte des classes（全２巻、1923年）

### 美術
- Bernard Palissy（1881年）
- Le Statuaire Rodin（1889年）
- La Vie artistique（全8巻、1892-1903年）
- Le Musée du soir aux quartiers ouvriers, le Temple, le Marais, le Faubourg Saint-Antoine. Questions de travail（1895年）
- L’Œuvre de Gustave Moreau（1900年）
- Daumier（1901年）
- Rubens : Biographie critique（1902年）
- Les Musées d’Europe（1906-1908年）
- Claude Monet, sa vie, son œuvre（1922年）［黒江光彦訳『クロード・モネ：印象派の歩み』、東京：東京美術、1974年］
- René Lalique（1922年）
- Sisley（1923年）
- Auguste Brouet : catalogue de son œuvre gravé（全2巻、1923年）
- Corot（1924年）
- Charles Meryon（1926年）

### 歴史
- L'Enfermé（1897年）［野沢協、加藤節子訳『幽閉者：ブランキ伝』、東京：現代新潮社、2013（初版1973）年］
- La Bretagne（1905年）
- La France héroïque et ses Alliés (共著)（第1巻：1916年、第2巻：1919年）
- Clemenceau（1918年）
- Constantin Guys, l'historien du Second Empire（1904年）

### その他
- Notes d'un journaliste : vie, littérature, théâtre（1887年）
- Pays d'Ouest（1897年）
- Les Minutes parisiennes, deux heures. La Cité et l'île Saint-Louis（1899年）
- L'Apprentie : drame historique en 4 actes et 10 tableaux（初演：1908年1月7日オデオン座、パリ）
- Les Bateaux de Paris（1903年）
- Les Minutes parisiennes. 7 heures. Belleville（1903年）
- Images du jour et de la nuit（1924年）

## 研究書、文献
- Denommé Robert Thomas, The Naturalism of Gustave Geffroy, Genève, 1957.
- （展覧会カタログ） Gustave Geffroy et l’art moderne, Paris : Bibliothèque nationale de France, 1957.
- Paradise Joanne, Gustave Geffroy and the Criticism of Painting, New York, 1982.
- Plaud-Dilhuit Patricia, Gustave Geffroy critique d’art, 1987.（レンヌ第二大学博士論文）